# 八幡八雲神社

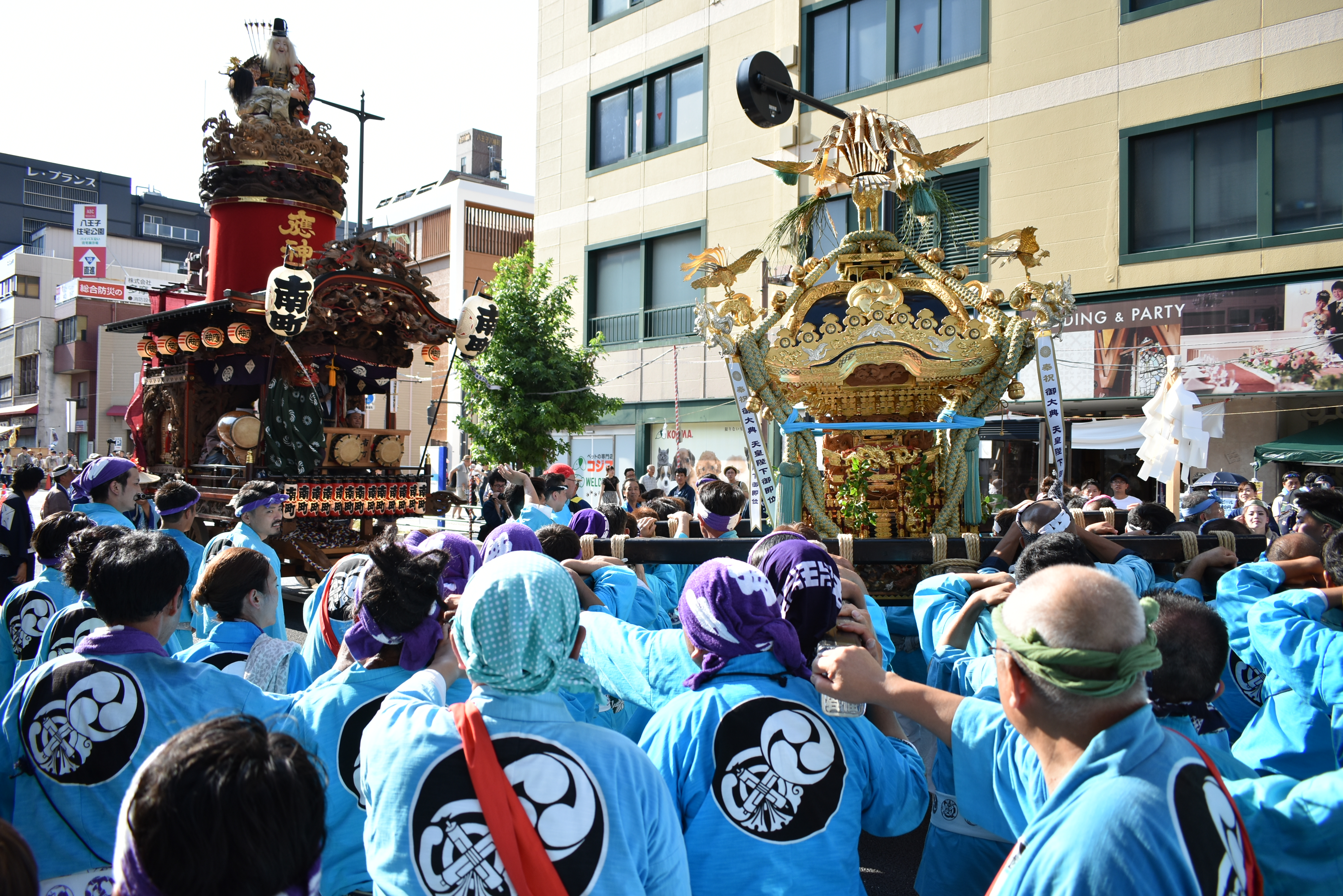
八王子まつり・八幡八雲神社の宮神輿渡御（2019年8月4日撮影）

八幡八雲神社（はちまんやくもじんじゃ）は、東京都八王子市元横山町にある神社。八幡神社（八幡宮）と八雲神社（天王宮）とを合祀したもので、誉田別尊（応神天皇）と素盞鳴尊を祭神とする。旧社格は郷社。八王子では東の鎮守・八幡八雲神社、西の鎮守・多賀神社（八王子市元本郷町所在）として尊崇されている。

## 歴史

### 八幡神社の創立
八幡神社は、924年（延長2年）武蔵守小野隆泰は武蔵国多摩郡横山に石清水八幡宮を勧請したことに始まる。
939年（天慶2年）、横山牧が勅旨牧（国営牧場）となり、武蔵権守となった小野義孝は横山に館を構え、横山姓(横山党)に改め、横山義孝(小野義孝)が武蔵七党の一つである横山党の始祖となった。
その後、横山氏は鎌倉幕府の有力御家人として活躍した。
1212年（建暦3年）の和田合戦で横山時兼が和田義盛に加担し領地を没収され凋落した。
1214年（建保2年）、同地を与えられた鎌倉幕府政所別当大江広元により、八幡神社内に開祖横山義孝の御霊を鎮めるため横山神社を創建した。

### 八雲神社の創立
八雲神社は、916年（延喜16年）、華厳菩薩妙行が深沢山（後の八王子城山）に牛頭八王子権現を勧請したとの言い伝えがあり、深沢山に築城した北条氏照は牛頭八王子権現にちなんで城の名を八王子城とし、これが八王子の地名の由来となった。

### その後
1590年（天正18年）、八王子城落城後、1598年（慶長3年）、八幡神社と合祀され八幡八雲神社となる。(承応二年（1653年）とも言われる)

## 交通アクセス
- JR中央本線、京王線「八王子駅」徒歩10分

## 関連文献
- 「元横山村 八幡社」『新編武蔵風土記稿』 巻ノ102上多磨郡ノ14上、内務省地理局、1884年6月。NDLJP:763990/78。